# Eberhard Schmidt (Ingenieur, 1908)

Eberhard Schmidt (1950)

Ernst Eberhard Adolf Gerd Schmidt (* 23. Februar 1908 in Halle (Saale), Provinz Sachsen, Deutsches Reich; † 8. Juli 1982 in L’Isle VD) war ein Schweizer Wirtschaftsingenieur, Hochschullehrer und Manager.

## Leben und Wirken
Nach dem Schulabschluss studierte er an der Technischen Hochschule München, wo er 1930 den Abschluss als Diplom-Ingenieur erlangte. Er arbeitete darauf im Deutschen Reich und dann in der Schweiz u. a. in den Deutschen Waffen- und Munitionsfabriken Berlin und in den Messerschmitt-Werken Augsburg. Obschon Schmidt nicht promoviert war, wurde er 1950 zum Ordinarius für Betriebswissenschaften und Produktionstechnik an der ETH Zürich ernannt. Gleichzeitig war er Direktor des Betriebswissenschaftlichen Instituts der ETH Zürich. 1954 ging er zurück in die Wirtschaft. 1954–58 war er Produktionschef bei der Sulzer AG in Winterthur. Ab 1958 war er als freier Wirtschaftsberater tätig. 1960 trat er in das Nestlé-Direktorium in Vevey ein und wurde 1967 Vorstandsvorsitzender der Brown, Boveri & Cie. AG in Mannheim. 1973–78 war er deren Aufsichtsratsmitglied. 1979 wurde Schmidt, der seit 1973 der Konzernleitung angehörte und bis 1975 die Technische Führung im Gesamtkonzern innehatte, in den Verwaltungsrat der BBC AG in Baden (Schweiz) gewählt.